# 中村征夫
中村 征夫（なかむら いくお、1945年7月1日 - ）は、日本の写真家。息子の中村卓哉も写真家。娘の中村珠央はエッセイスト。環境問題や水中写真に関する著書・写真集をはじめ、テレビコマーシャルも数多く手掛けている。

## 来歴
秋田県潟上市（出生時：南秋田郡昭和町）出身。秋田市立高等学校（現秋田県立秋田中央高等学校）卒業。
水中写真の第一人者で報道写真家でもある。19歳のときに独学で水中写真をはじめ、専門誌のフォトグラファーを経て、31歳でフリーとなる。1977年以来、東京湾の撮影を35年間続けている。
1993年、取材先の奥尻島で北海道南西沖地震に遭遇、滞在していた島南部の青苗地区が火災と津波で壊滅するも避難に成功、九死に一生を得る。機材の全てを流されて裸足で避難したが、唯一持っていたモーターマリンで、災害直後の奥尻島の惨状を撮影。その写真は共同通信社から世界中に配信され、世界中の新聞に掲載された。
また、石垣島白保地区でのアオサンゴ大群落を、モノクロ写真で撮影した写真 が大きな反響を呼ぶ。この写真集に後押しされる形で、同白保地区に海底を埋め立てて建設予定だった石垣島新空港計画が、白紙撤回されたことがある。
作家の椎名誠とは、ともにトークライブを開催するなど縁が深い。中村の写真集『白保SHIRAHO』を原案とした映画『うみそらさんごのいいつたえ』では撮影に全面的に参加している。

## 主な作品

### 写真集
- 『海中顔面博覧会』（情報センター出版局）
- 『白保SHIRAHO』（情報センター出版局）
- 『カムイの海』（朝日新聞社）
- 『海のなかへ』（小学館）
- 『熱帯夜』（小学館）
- 『沖縄珊瑚海道』（アスペクト）
- 『水中の賢者たち』（ホーム社）
- 『海中2万7000時間の旅』（講談社）
- 『ジープ島』（三五館）
- 『命めぐる海』（クレヴィス）
- 『ガラパゴス』（新日本出版社）
- 『世界一の珊瑚礁〜レディエリオット島・オーストラリア』（クレヴィス）
- 『海への旅』（クレヴィス）

### フォトルポルタージュ
- 『全・東京湾』（情報センター出版局）

## 映画
- 『人魚伝説』池田敏春監督 水中撮影担当

## 受賞・受章歴
- 1988年
  - 第13回木村伊兵衛写真賞[1] - 『全・東京湾』、『海中顔面博覧会』
- 1994年
  - マルチメディアグランプリ'94ビデオ部門映像特別賞 - ビデオ『東京湾・江戸前生物の海中劇場』（パイオニアLDC）
- 1996年
  - 第12回東川写真賞特別賞[1] - 『カムイの海』
  - 日本産業文化映像祭第1位 - ビデオ『カムイの海』（SME・ビジュアルワークス）
  - 第9回文化庁芸術作品賞 - ドキュメンタリー『鎮魂奥尻・水中写真家 中村征夫の証言』（NHKラジオ）
  - 新聞広告賞  - メルセデス・ベンツ「カエルウオ編」
  - 朝日広告賞  - メルセデス・ベンツ「カエルウオ編」
- 1997年
  - 第28回講談社出版文化賞写真賞[1] - 『海のなかへ』
- 2007年
  - 秋田県文化功労者受章
  - 2007年度日本写真協会年度賞[1]
  - 第26回土門拳賞[1] - 『海中2万7000時間の旅』、写真展『海中2万7000時間の旅』（東京都写真美術館）
- 2008年
  - 秋田県潟上市名誉市民章

## テレビ出演
- アースドキュメントシリーズ (BS朝日)
  - 遙かなる深海大冒険! ～ふしぎで奇妙な生き物たち～ (2017年2月19日)[2]
  - 遙かなる深海大冒険2 ～ミクロ生物から巨大沈没船～ (2017年4月9日)[3]
  - 遙かなる深海大冒険3 ～密着！海底谷とナゾの生物～ (2017年6月18日)[4]
  - 遙かなる深海大冒険4 沖縄で見た巨大ザメ＆光るサメ (2017年8月13日)[5]
  - 遙かなる深海大冒険5 富山湾の巨大生物 VS“赤い海"のナゾ生物 (2017年10月5日)[6]
  - 遙かなる深海大冒険6 東京湾に異変!?幻のサメを追う! (2017年12月14日)[7]
  - 4時間SP!遙かなる深海大冒険! 密着“しんかい6500” 中村征夫が夢の海底へ　(2018年1月11日)[8]
  - 遥かなる深海大冒険7 富士山の海に驚がく生物がいた! (2018年2月8日)[9]
  - 遥かなる深海大冒険8 江ノ島の海で新種ぞくぞく!幻の生物を追え (2018年4月8日)[10]
  - 遥かなる深海大冒険9 海底大作戦 怪魚ハンターVS光る生物 (2018年6月10日)[11]
  - 遥かなる深海大冒険10 東北沖を大調査～最先端ロボット×大群クモヒトデ～ (2018年8月12日)[12]
  - 遥かなる深海大冒険 特別編 南海トラフと巨大地震のナゾ (2019年1月27日)[13]
- 裏磐梯五色沼 中村征夫 神秘の水中世界を撮る (2017年4月12日、NHK BSプレミアム)[14]
- 4Kアドベンチャー 日本列島 奇跡の海を行く(BS朝日)[15]
  - 第一夜 富士山と立山が育む 豊かな深海 (2018年12月8日)
  - 第二夜 黒潮と親潮が運ぶ海の宝 (2018年12月9日)
- ワイルドライフ (NHK BSプレミアム)
  - 第343回「世界遺産 宗像・沖ノ島 巨岩とサンゴの海に命があふれる」(2019年11月11日)[16]
  - 第385回「命の素顔を撮る 動物写真家 野生へのまなざし」(2021年3月8日)[17]